# Блэйд (фильм, 1998)
«Блэйд» (англ. Blade) — боевик 1998 года с элементами фильма ужасов, рабочее название «Блэйд — убийца вампиров» (англ. Blade, the Vampire Slayer). Был снят по мотивам одноимённой серии комиксов 70-х годов от Marvel Comics. Это первая часть франшизы «Блэйд». В главных ролях — Уэсли Снайпс и Стивен Дорфф. В 2002 году вышел сиквел этого фильма — «Блэйд 2», а в 2004-м — триквел, «Блэйд: Троица».
В фильме Блэйд — дампир (гибрид человека и вампира) с вампирскими сильными сторонами, но без некоторых их слабостей, таких как чеснок, серебро и солнечный свет, который вместе со своим наставником Абрахамом Уистлером и гематологом Карен Дженсон борется с вампирами, а именно с исключительно злобным Дьяконом Фростом.
Выпущенный 21 августа 1998 года «Блэйд» имел коммерческий успех, собрав 70 000 000 долларов в прокате в США и 61 200 000 долларов по всему миру. Несмотря на смешанные отзывы кинокритиков, фильм получил очень положительный приём зрителей и с тех пор стал культовым. Блэйд также считается одной из фирменных ролей Снайпса.
Успех оригинала положил начало успеху фильмов Marvel и заложил основу для дальнейших экранизаций комиксов.

## Сюжет
Герой фильма Блэйд — получеловек-полувампир, который мстит «кровососам» за смерть своей матери, укушенной ими во время беременности. Он вооружён мечом, сделанным из титанового сплава, стреляет из пистолета-пулемёта серебряными пулями, имеет все способности вампира — сверхчеловеческую силу, скорость, ловкость и живучесть, но не обременён их слабостями — не боится света, чеснока, серебра, и хотя и испытывает жажду крови, но справляется с ней особой сывороткой. Также Блэйд стареет, как и обычный человек, в отличие от вампиров, которые практически бессмертны.
Его настоящее имя — Эрик Брукс, но его прозвали Блэйдом (англ. Blade — клинок) за мастерское владение особым мечом. Сами вампиры называют его «Дневным бродягой» за способность переносить солнечный свет, губительный для остальных вампиров. Он окончательно не превращается в вампира только благодаря синтетической сыворотке, периодические инъекции которой поддерживают его жизненные силы и на какое-то время приглушают жажду крови.
Блэйда воспитал и направил на борьбу с вампирами Абрахам Уистлер, который и снабдил его разного рода оружием; Уистлер был укушен и пленён вампирами. Также Блэйду помогает доктор Карен Джонсон, которую он спас от вампира.
Главный противник Блэйда и виновник его судьбы — харизматичный вампир Дьякон Фрост. Фрост — молодой обращённый вампир, настолько самолюбивый, что не хочет воспринимать тот факт, что обращённые являются слугами у высшей элиты чистокровных вампиров. Этот агрессивный лидер сумел сплотить своё окружение и намеревался свергнуть элиту, взяв бразды правления сообщества в свои руки. В этом ему должен был помочь вызванный дух демона, мифического бога вампиров Ла Магры, позволивший бы ему стать невосприимчивым к свету, но для ритуала была необходима кровь полувампира Блэйда. Фрост убивает вожака элиты Драгонетти и захватывает власть над кровососами, а затем готовит ритуал по пробуждению Ла Магры. В процессе ритуала почти обескровленный Блэйд восстанавливает силы и уничтожает Фроста-Ла Магру с помощью антикоагулянта, придуманного Карен Джонсон.
Финальная сцена картины происходит в заснеженной Москве, где нашли себе пристанище другие члены огромного сообщества вампиров.

## В ролях
| Актёр              | Роль                                          |
| ------------------ | --------------------------------------------- |
| Уэсли Снайпс       | Эрик Брукс / Блэйд                            |
| Стивен Дорфф       | Дьякон Фрост                                  |
| Крис Кристофферсон | Абрахам Уистлер                               |
| Н’Буш Райт         | доктор Карен Джонсон                          |
| Донал Лог          | Куинн                                         |
| Удо Кир            | Гитано Драгонетти                             |
| Арли Ховер         | Меркурий                                      |
| Трейси Лордз       | Ракель                                        |
| Кевин Патрик Уоллс | офицер Кригер                                 |
| Тим Гини           | доктор Кёртис Уэбб                            |
| Сэна Латан         | Ванесса Брукс                                 |
| Мэтт Шульц         | Криз                                          |
| Леван Учанейшвили  | вампир в Москве                               |
| Стивен Норрингтон  | доктор Майкл Морбиус (камео, удалённая сцена) |

## Кассовые сборы
Фильм собрал в США $70 087 718, в других странах — $61 095 812, тем самым окупив свой бюджет почти в 3 раза одним только прокатом в кинотеатрах.

## Критика
На сайте Rotten Tomatoes фильм получил рейтинг одобрения 57 %, основанный на 104 отзывах, со средним рейтингом 5,92/10. Консенсус сайта гласит: «Хотя некоторым может показаться, что сюжета немного не хватает, действие „Блэйда“ жестокое, обильное и соответственно стильное для адаптации комиксов». На Metacritic фильм набрал 47 % баллов, основываясь на отзывах 23 критиков. Зрители, опрошенные Cinematic, дали фильму среднюю оценку «A-» по шкале от A+ до F.

## Награды и номинации
- 1999 — номинация на премию «Сатурн» в категории «лучший фильм ужасов»
- 1999 — премия «MTV Movie Award» в категории «лучший злодей» (Стивен Дорфф)
- 1999 — номинация на премию «MTV Movie Award» в категории «лучший поединок» (Уэсли Снайпс)

## Видеоигра
Видеоигра, основанная на фильме и являющаяся его приквелом, была выпущена Activision в 2000 году. Игра получила неоднозначные отзывы. На Metacritic она получила средневзвешенный балл 51 % на основе отзывов 11 критиков. Также была выпущена отдельная игра для Game Boy Color.

## Нереализованный приквел
- После выхода «Блэйда» на киноэкраны продюсеры и режиссёр Стивен Норрингтон изъявили желание снять трилогию о Дьяконе Фросте — главном злодее фильма «Блэйд»[14][15][16][17][18]. Переговоры со студией начались в 2000 году, но проект был заморожен из-за недостатка финансов. Позже, в 2009 году, проект вновь взяли в разработку, но потом его сочли неактуальным, из-за чего проект окончательно «лёг на полку».

## Продолжения
Успех первого фильма привёл к двум продолжениям: «Блэйд 2» в 2002 году, «Блэйд: Троица» в 2004 году и телесериалу в 2006 году.
20 июля 2019 года, во время презентации Comic-Con в Сан-Диего, Marvel Studios объявила о перезагрузке Блэйда, действие которой будет происходить в кинематографической вселенной Marvel, с Махершалой Али в главной роли Блэйда.

## Факты
- У фильма есть альтернативная концовка.
- В фильме упоминается библия вампиров — священная «Книга Эреба». Эреб, согласно греческой мифологии, является богом тьмы.
- Во время диалога между Фростом и Блэйдом в парке Фрост говорит «Не изображай дядюшку Тома». На уличном жаргоне «Дядя Том» — это фразеологизм, происходящий из книги «Хижина дяди Тома» и обозначающий «чёрный, который старается походить на белого», но в данном случае это означает «вампир, который „косит“ под человека».[источник не указан 3525 дней]
- «La magra» в переводе с итальянского значит «мель, мелководье»[5].
- Журнал «Мир Фантастики» поставил Дьякона Фроста, ставшего Ла Магрой, на 9 место в своём списке «Самые-самые боги в фантастике»[5].